# Nationalpark Cinque Terre
Nationalpark Cinque Terre (på italiensk: Parco Nazionale delle Cinque Terre) er Italiens første nationalpark fra 1999. Den ligger i provinsen La Spezia i Ligurien i det nordlige Italien og er med 3860 hektar den mindste nationalpark i landet - og den tættest befolkede med 5.000 indbyggere i og omkring de fem byer i Cinque Terre (Riomaggiore, Manarola, Corniglia, Vernazza og Monterosso al Mare) i kommunerne Levanto (Punta Mesco) og La Spezia (Campiglia Sunsets). Cinque Terre blev i 1997 en del af UNESCO World Heritage Site verdensarvsområde 826, Portovenere, Cinque Terre, og øerne Palmaria, Tino og Tinetto. .
Nationalparken er oprettet for at bevare kultur- og naturarv i kystområdet. Nationalparken er vigtig for at bevare og opretholde det naturlige landskab og fremme bæredygtig turisme omkring de fem middelalderbyer på den liguriske kyst. 